# 維利涅 (洛佐瓦區)
48°58′50″N 36°19′51″E / 48.98056°N 36.33083°E
維利內（烏克蘭語：Вільне）是位於烏克蘭東部的村莊，由哈爾科夫州洛佐瓦區的洛佐瓦市鎮負責管轄。該村始建於1965年，面積0.09平方公里，海拔高度154米，2001年人口37，人口密度每平方公里397.9人。